# Athletic Club (MG)
Der Athletic Club, in der Regel nur kurz AC oder Athletic genannt, ist ein Fußballverein aus  São João del-Rei im brasilianischen Bundesstaat Minas Gerais.
Aktuell spielt der Verein in der zweiten brasilianischen Liga, der Série B, sowie in der Staatsmeisterschaft von Minas Gerais.

## Geschichte
Der Verein wurde am 27. Juni 1909 als Atlético Futebol Clube gegründet. Am 10. August 2013 wurde der Verein in Athletic Club umbenannt.

## Erfolge
- Recopa Mineira: 2023

## Stadion
Der Verein trägt seine Heimspiele im Joaquim Portugal Stadium in São João del-Rei aus. Das Stadion hat ein Fassungsvermögen von 2500 Personen.

## Trainerchronik
Stand: Mai 2025
| Trainer         | Nation    | von              | bis                |
| --------------- | --------- | ---------------- | ------------------ |
| Cícero Júnior   | Brasilien | 27. August 2020  | 7. April 2021      |
| Gustavo Brancão | Brasilien | 8. April 2021    | 30. Juni 2021      |
| Roger Silva     | Brasilien | 14. Oktober 2021 | 31. März 2022      |
| Roger Silva     | Brasilien | 8. Dezember 2022 | 24. März 2023      |
| Cícero Júnior   | Brasilien | 3. April 2023    | 21. September 2023 |
| Rodrigo Santana | Brasilien | 9. Dezember 2023 | 5. März 2024       |
| Roger Silva     | Brasilien | 8. März 2024     |                    |